# Campeonato Norteamericano y Caribeño de Balonmano Masculino
El Campeonato Norteamericano y Caribeño de Balonmano es la máxima competición de selecciones de balonmano de Norteamérica y el Caribe. La primera edición tuvo lugar en 2014, después de que el Campeonato Panamericano de Balonmano quedase dividido en dos.

## Ediciones
| N.° | Año  | Sede   | Oro            | Plata       | Bronce         |
| --- | ---- | ------ | -------------- | ----------- | -------------- |
| I   | 2014 | México | Groenlandia    | Cuba        | Estados Unidos |
| II  | 2018 | México | Cuba           | Canadá      | Puerto Rico    |
| III | 2022 | México | Estados Unidos | Groenlandia | Cuba           |
| IV  | 2024 | México | Cuba           | México      | Groenlandia    |

## Medallero histórico
| Núm. | País           | Oro | Plata | Bronce | Total |
| ---- | -------------- | --- | ----- | ------ | ----- |
| 1    | Cuba           | 2   | 1     | 1      | 4     |
| 2    | Groenlandia    | 1   | 1     | 1      | 3     |
| 3    | Estados Unidos | 1   | 0     | 1      | 2     |
| 4    | Canadá         | 0   | 1     | 0      | 1     |
| =    | México         | 0   | 1     | 0      | 1     |
| =    | Puerto Rico    | 0   | 0     | 1      | 1     |